# 上海市宝兴殡仪馆

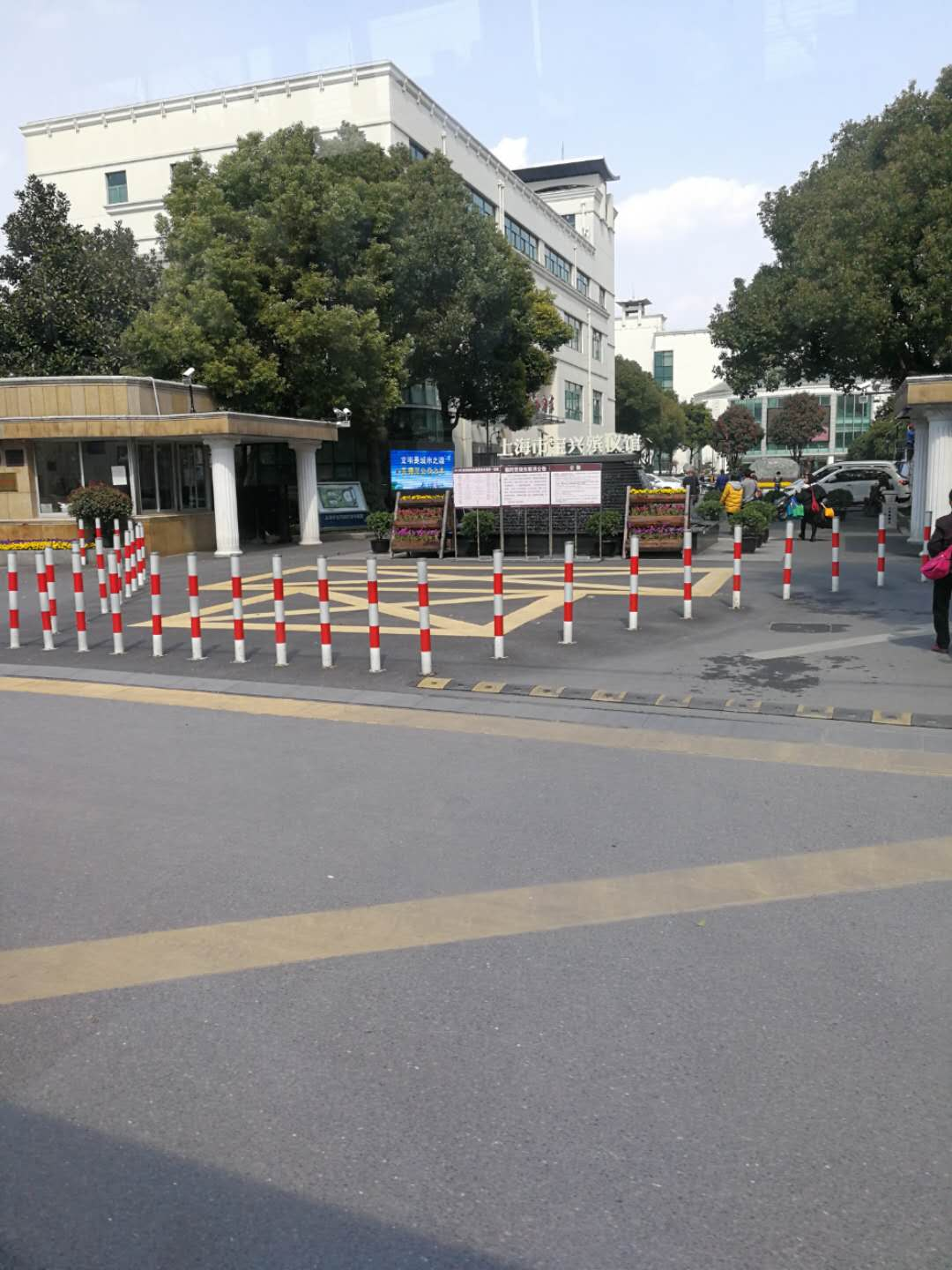
上海市寶興殯儀館大門

上海市寶興殯儀館，又称西宝兴路火葬场，始建于1908年，是上海市一間具有百年历史的殯儀館，也是中国建馆历史最悠久的殡仪馆之一，位於虹口區西寶興路833號，建築面積8823平方米。

## 简介
清光绪三十四年（1908年），日本法光株式会社购入宝山县的一块河畔荒地，建立火葬场，时人称之为日本烧人场。1950年改名为西宝兴路火葬场。1984年9月，西宝兴路火葬场改名为宝兴殡仪馆。现为上海市民政局直属事業單位，承担着上海市区近50%的殡殓业务，提供殯殮一條龍服務。 